# Gai Fanni (cavaller)
Gai Fanni (en llatí Caius Fannius) va ser un cavaller romà del segle i aC. Formava part de la gens Fànnia, una gens romana d'origen plebeu.
Només se'l coneix per ser mencionat com a frater germanus de Titini (probablement vol dir cosí germà) i perquè va tenir alguns tractes amb Gai Verres l'any 84 aC.